# Corylopsis himalayana
Corylopsis himalayana är en trollhasselart som beskrevs av William Griffiths. Corylopsis himalayana ingår i släktet Corylopsis och familjen trollhasselfamiljen. Utöver nominatformen finns också underarten C. h. griffithii.